# Domonkos Héja
Domonkos Héja (* 1974 in Budapest, Ungarn) ist ein ungarischer Musiker und Dirigent.

## Leben
Domonkos Héja studierte zuerst am Budapester Konservatorium Schlagzeug und Klavier, anschließend bis 1998 Schlagzeug und Dirigieren bei Ervin Lukács an der Franz-Liszt-Akademie.
Anschließend wurde er Meisterschüler von Yuri Simonow und Zoltán Peskó. Zudem assistierte er Dirigenten wie Heinz Holliger, Rudolf Barschai, Ivan Fischer, Alain Lombard, Rico Saccani, Pinchas Steinberg und Tamás Vasáry.
1993 gründete er das Danubia Jugendsinfonieorchester, dessen Leiter er bis heute ist.
Domonkos Héja arbeitet auch als Gastdirigent des Budapesti Filharmóniai Társaság Zenekara, der Budapester Symphoniker und des Matáv Hungarian Symphony Orchestra. Er dirigierte zudem Konzerte mit der Slowakischen Philharmonie, dem Slovak State Philharmonic Orchestra Kosice, dem Zagreb Radio Orchestra, dem Macedonian Philharmonic Orchestra, dem Philharmonieorchester Tokio, dem Sendai Philharmonic Orchestra, dem Orchester des Konservatoriums Antwerpen sowie Orchestern in Florenz, Padua und Rom.
An der Oper Budapest gab er 2001 sein Debüt als Dirigent mit Puccinis La Bohème. Seitdem gastiert er regelmäßig. Dirigate folgten für Turandot, La Traviata, Rigoletto, Pique Dame und Lady Macbeth von Mzensk.
2005 war er Leiter der Robert-Schumann-Philharmonie am Theater Chemnitz. Dort wurde er zum Ersten Gastdirigenten und stellvertretenden Generalmusikdirektor ernannt.
Am 20. Dezember 2014 wurde bekannt, dass er als Nachfolger Dirk Kaftans ans Theater Augsburg als Generalmusikdirektor ab der Spielzeit 2015/16 berufen wurde. Sein erstes Dirigat am Theater Augsburg war die Oper Der König Kandaules von Alexander Zemlinsky.